# 科里纳尔多
科里纳尔多（義大利語：Corinaldo），是意大利安科纳省的一个市镇。总面积48.32平方公里，人口5165人，人口密度106.9人/平方公里（2009年）。ISTAT代码为042015。